# Vranski priorat
Vranski priorat, državno-pravni institut na območju hrvaško-ogrskega kraljestva.
Vranski priorat je imel v lasti številne cerkvene in posvetne posesti, raztresene po vsej Dalmaciji, srednjeveški Hrvaški in Slavoniji. Posesti so bile izvzete iz upravnih in sodnih oblasti lokalnih gospodarjev. Upravljal jih je prior, ki je imel tudi vrhovno sodno oblast. Sprva je bil vranski prior kar predstojnik meniškega reda, kasneje pa ga je postavljal hrvaški kralj ob predhodnem soglasju papeža. Hrvaški kralji so čast priorja pogosto združevali s častjo bana. Priorji so imeli kot visoki državni uradniki možnost pridobivati nove posesti; od prvotnega posestva v Vrani (v 12. stoletju) se je njihovo število do 16. stoletja povečalo na kakih 50 večjih in manjših posesti, med njimi so bila tudi mesta. V 16. stoletju so posesti začele vse bolj prehajati v last državne blagajne in posameznih plemičev. V 18. stoletju so preostanek posesti priključili zagrebškemu stolnemu kapitlju.

## Zgodovina
Leta 1076 je hrvaški kralj Zvonimir daroval papežu Gregorju VII. samostan in kastrum Vrana blizu Vranskega jezera v Dalmaciji. Posest so sprva upravljali benediktinci, od leta 1136 pa vitezi templjarji. Ko je papež Klemen V. leta 1312 razpustil red templjarjev, so vranski priorat prevzeli ivanovci. Svoje središče, ki so ga imeli dotlej v Marči pri Kloštar Ivaniću, so prestavili v Vrano. Pod njihovim upravljanjem si je priorat pridobival vedno nova cerkvena in posvetna ozemlja, največ kot darila kralja in plemičev. Večina ozemelj je bila v srednjeveški Slavoniji, zato so ivanovci svoj sedež prenesli iz Vrane v Pakrac, ime Vranski priorat pa so ohranili. Posest v Vrani je leta 1409 prišla pod oblast Beneške republike, leta 1537 pa so jo zavzeli Turki.
Z večanjem gospodarske moči priorata je rasel tudi njegov politični vpliv. Vranskim priorjem so postale dostopne najvišje službe v državi. Že na začetku 13. stoletja jih najdemo kot kraljeve namestnike, hrvaške hercoge in bane. S pristankom papeža so s časom začeli imenovati priorje hrvaški kralji, ki so zaradi praktičnosti in v izogib sporom začeli čast priorja povezovati s častjo bana. Papeži so sekularizacijo položaja priorja načelno podpirali, ker so računali na boljšo zaščito posesti, ki so bile vse pogosteje žrtve raznih vojn.
Vranski piror, ki je prvi opravljal tudi javno-pravne funkcije, je bil Petar Cornuto (1336-1347). Hrvaški kralji so kasneje na ta položaj postavljali predvsem domače ljudi. Ivan iz Paližne (1378-1391), ki je bil tudi dalmatinsko-hrvaški in slavonski ban, je postal najbolj poznan kot vodja upora proti ogrsko-hrvaški kraljici Mariji in njeni materi-regentki Elizabeti. Banske službe so opravljali vranski priorji Matko in Ivan Talovec (bana v času 1436-39 in 1439-45), Bartol Berislavić (prior nekako v obdobju 1475-1517, tudi ban banovine Jajce), Petar Berislavić (hrvaško-dalmatinski in slavonski ban v letih 1514-20). Opravljanje državnih upravnih služb je dalo priorjem možnost, da so pridobivali nove posesti. Tako je v obdobju med 12. in 16. stoletjem pod vranski priorat spadalo okrog 50 večjih in manjših posesti, od katerih so bile najpomembnejše: v Dalmaciji Klis, Novigrad, Ostrovica, Sinj, Šibenik in dr.; v srednjeveški Hrvaški in Slavoniji Apatovac (Križevci), Bela (Varaždin), Božjakovina (Dugo Selo), Čakovec, Gacka in Modruša (Lika), Glogovnica (Križevci), Grabrovnica (Đurđevac), Ivanec, Pakrac, Slavonska Požega, Spasovac (Senj), Susedgrad (Zagreb) in dr.; v Bosni Dubica na Uni in dr.
Potem pa je začela moč priorata slabeti. Posesti so začele vse bolj prehajati pod okrilje državne blagajne in v roke posameznih plemičev. Zlasti po reorganizaciji Vojne krajine (1737) so se dohodki priorata zelo zmanjšali. Služba priorja je postajala vse bolj le častni naziv brez materialnih koristi. Nazadnje so čast vranskega priorja združili s častjo prošta zagrebškega stolnega kapitlja.